# Cantonul La Villedieu-du-Clain
Cantonul La Villedieu-du-Clain este un canton din arondismentul Poitiers, departamentul Vienne, regiunea Poitou-Charentes, Franța.

## Comune
| Comune                  | Populație (1999) | Cod poștal | Cod INSEE |
| ----------------------- | ---------------- | ---------- | --------- |
| Aslonnes                | 966              | 86340      | 86010     |
| Dienné                  | 485              | 86410      | 86094     |
| Fleuré                  | 1 003            | 86340      | 86099     |
| Gizay                   | 384              | 86340      | 86105     |
| Nieuil-l'Espoir         | 2 220            | 86340      | 86178     |
| Nouaillé-Maupertuis     | 2 731            | 86340      | 86180     |
| Roches-Prémarie-Andillé | 1 638            | 86340      | 86209     |
| Smarves                 | 2 406            | 86240      | 86263     |
| Vernon                  | 612              | 86340      | 86284     |
| La Villedieu-du-Clain   | 1 437            | 86340      | 86290     |